# Czernica (dopływ Gwdy)
Czernica – rzeka w północno-zachodniej Polsce, lewy dopływ Gwdy o długości 53 km i powierzchni dorzecza 528 km². Płynie na obszarze pojezierzy Drawskiego i Południowopomorskiego, w województwie pomorskim.
Rzeka wypływa ze źródeł na Pojezierzu Bytowskim, we wsi Miłocice, na południowy zachód od Miastka. Płynie przez Równinę Charzykowską i lasy na granicy z Pojezierzem Krajeńskim, a do Gwdy uchodzi poniżej wsi Lubnica. Obszar wzdłuż biegu rzeki jest objęty częściowo rezerwatem Dolina Gwdy.
Główne dopływy:
- prawe: Biała, Gnilec.

Miejscowości nad Czernicą: Trzebiele, Brzeźnica, Pieniężnica, Dzików, Czarne.
Do 1945 poprzednią niemiecką nazwą rzeki była Zahne. W 1949 r. ustalono urzędowo polską nazwę Czernica.